# Terminator Salvation (jogo eletrônico)
Terminator Salvation é um jogo de tiro em terceira pessoa lançado em 19 de maio de 2009 para coincidir com o filme do mesmo nome.
O jogo se passa em 2016 na cidade de Los Angeles, o jogo acontece entre os eventos de O Exterminador do Futuro 3: A Rebelião das Máquinas e O Exterminador do Futuro: A Salvação. O jogo tem como protagonista John Connor (Gideon Emery) e seu time de soldados: Angie Salter (Rose McGowan), Barns (Common) e Blair Williams (Moon Bloodgood).

## Jogabilidade
Terminator Salvation é um jogo onde você precisar estar em constante movimento, o jogador tem de lutar com os mesmos inimigos do filme e outros criados especialmente para o jogo.
O jogo apresenta um sistema de movimento parecido com o de Brothers in Arms: Hell's Highway e o de Gears of War, onde o jogador pode se esquivar rapidamente entre as diferentes formas de cobertura. Os inimigos são relativamente muito fortes sendo necessários vários disparos para derrota-los.

## Recepção
O jogo recebeu critícas mistas, sendo 55.67% de aprovação no Xbox 360, 51% na versão de PlayStation 3 e 50% na versão para Windows.